# Tim White (árbitro)
Timothy Rhys White (Cumberland, 25 de marzo de 1954-19 de junio de 2022) conocido como Tim White fue un árbitro de lucha libre profesional estadounidense. Trabajó con World Wrestling Entertainment como productor en la marca SmackDown. Durante las décadas de 1980 y 1990, Tim White trabajó como asistente de André the Giant (en español André el Gigante), además de sus deberes de árbitro.

## Carrera
Comenzó como árbitro a tiempo parcial en 1985 mientras trabajaba como agente de André The Giant. En 1993, se convirtió en un árbitro de tiempo completo que aparece con más frecuencia en Pay Per Views y en las grabaciones de WWE TV.
El 28 de junio de 1998, fue el árbitro en el legendario combate Hell in a Cell entre Mankind y el Undertaker. Después de que Mankind saltó por la parte superior de la celda y aterrizó con fuerza en el ring, White, temeroso de que estuviera gravemente herido y necesitara atención médica inmediata, estuvo a punto de declarar que el combate había terminado en ese momento, pero Mankind le rogó que no lo hiciera. El combate continuó y ahora se recuerda como uno de los encuentros más legendarios en la historia de la lucha libre.
En 2002, sufrió una lesión en el hombro durante un combate Hell in a Cell entre Triple H y Chris Jericho en el Judgment Day (en español día del juicio). En WrestleMania XX en 2004, regresó a arbitrar el combate entre Chris Jericho y Christian; se volvió a lesionar el hombro durante los últimos tres recuentos del combate, lo que lo obligó a terminar su carrera como árbitro .

### La serie de suicidios a la hora del almuerzo
El 18 de diciembre de 2005, hizo una controvertida aparición en pantalla en el pay-per-view de Armageddon. En un segmento, un White "abatido" fue entrevistado por ¨SmackDown¨ El periodista Josh Mathews dentro del bar de su propiedad, en Cumberland, Rhode Island. Fue representado bebiendo grandes cantidades de alcohol, alegando que el combate Hell in a Cell mencionado anteriormente "arruinó su vida". Luego procedió a sacar una escopeta de debajo de la barra y, fuera de la pantalla, disparó el arma, aparentemente con la intención de suicidarse. Este boceto se consideró desagradable, en parte debido a la muerte de Eddie Guerrero un mes antes. 
El 6 de enero de 2006, se reveló que se había disparado su pie accidentalmente durante la "prueba". Pero cuando Mathews le preguntó acerca de sus resoluciones de año nuevo, procedió a recoger una caja llena de veneno para ratas, y posteriormente se cayó en su silla. Este segmento se filtró en Internet varios días antes e incluyó imágenes sin cortar del segmento posterior que incluía a los productores, así como a él haciendo el tonto usando un lenguaje ligeramente desagradable. El 15 de enero de 2006, fue entrevistado nuevamente por Mathews, pero esta vez intentó ahorcarse. La cuerda se rompió. Durante semanas después, el sitio web oficial de WWE subió un nuevo vídeo que muestra a Mathews tratando de entrevistarle, quien está a punto de suicidarse cada semana de una manera diferente. Esto se convirtió en un segmento regular en el sitio web de WWE y recibió el nombre de Suicidio a la hora del almuerzo, que se carga todos los jueves a la hora del almuerzo.
El 6 de abril de 2006, WWE.com subió un video donde invitó a Mathews a una fiesta en el Friendly Tap que tendría lugar la semana siguiente. Mathews asistió a la fiesta y White recibió un disparo.

## Vida después de la lucha libre
White fue liberado de la WWE el 9 de enero de 2009, terminando su trabajo de 24 años con la compañía. 
A partir del entonces, se ocupó de brindar seguridad a las superestrellas de la WWE durante las apariciones y firmas de autógrafos. 
El 10 de abril del 2018, apareció en numerosas entrevistas y en el documental de HBO André The Giant.
El 29 de marzo del 2023, se anunció que recibirá el premio Guerrero de 2023 y, como tal, será el primer árbitro en ingresar al Salón de la Fama de la WWE.
Murió por problemas de salud el día 19 de junio del 2022.

## Campeonatos y logros
- New England Pro Wrestling Hall of Fame
  - "New England Icon" Award (2010)

- World Wrestling Entertainment/WWE
  - WWE Hall of Fame (Clase del 2023 — Warrior Award)